# 金度連
金度連（1966年1月19日—），韓國女演員。

## 演出作品

### 電視劇
- 1986年：MBC《朝鮮王朝五百年-南漢山城》飾演 仁烈王后
- 1988年：KBS《那年暖冬》
- 1993年：KBS《飛劍》
- 2002年：MBC《自從遇見你》
- 2003年：MBC《大長今》
- 2007年：MBC《白色巨塔》
- 2009年：SBS《耶誕節會下雪嗎》飾演 徐英淑
- 2010年：KBS《近肖古王》
- 2011年：Channel A《蔬菜店的小夥子》飾演 燕粉紅
- 2012年：SBS《追擊者 THE CHASER》飾演 宋美妍
- 2013年：KBS《蔘生》飾演 朴慶子
- 2014年：KBS《純金的地》飾演 池延熙
- 2015年：SBS《海德、哲基爾與我》飾演 韓珠熙
- 2015年：KBS《依然綠茵的日子》飾演 香淑
- 2016年：KBS《天上的約定》飾演 尹英淑
- 2016年：KBS《閃耀的恩秀》飾演 尹純真

### 獲獎
- 1986年：MBC演技大賞年度最佳新人獎

## 外部連結
- NAVER （页面存档备份，存于）